# Peter Liese
Hans-Peter Liese (ur. 20 maja 1965 w Olsbergu) – niemiecki polityk i lekarz, poseł do Parlamentu Europejskiego IV, V, VI, VII, VIII, IX i X kadencji.

## Życiorys
Studiował medycynę na uczelniach w Marburgu, Akwizgranie i Bonn. W 1991 zdał państwowy egzamin medyczny drugiego stopnia. W 1992 obronił doktorat na Uniwersytecie w Bonn. Pracował w klinice pediatrycznej w Paderborn, następnie w przychodni lekarskiej. Był też zatrudniony w firmie biotechnologicznej.
Wstąpił do Unii Chrześcijańsko-Demokratycznej. Przewodniczył organizacji CDU w Nadrenii Północnej-Westfalii (1991–1997), wszedł w skład władz regionalnych partii. Od 1989 do 1994 był radnym gminy Bestwig.
W 1994 z listy CDU uzyskał po raz pierwszy mandat deputowanego do Parlamentu Europejskiego. Skutecznie ubiegał się o reelekcję w kolejnych wyborach w 1999, 2004, 2009, 2014, 2019 i 2024.
W 2011 nominowany został do nagrody MEP Awards dla najbardziej pracowitych posłów Parlamentu Europejskiego w kategorii energia.